# Avèze (Gard)
Avèze település Franciaországban, Gard megyében. Lakosainak száma 1059 fő (2022. január 1.). Avèze Pommiers, Aulas, Molières-Cavaillac, Le Vigan és Bréau-Mars községekkel határos.

## Népesség
A település népességének változása:
| Lakosok száma | 884  | 983  | 965  | 1083 | 1099 | 1079 | 1080 | 1075 | 1067 | 1059 |
|               | 1968 | 1982 | 1990 | 2006 | 2013 | 2015 | 2017 | 2019 | 2020 | 2022 |